# Gregarinidra rhizophora
Gregarinidra rhizophora is een mosdiertjessoort uit de familie van de Flustridae. De wetenschappelijke naam van de soort is, als Carbasea rhizophora, voor het eerst geldig gepubliceerd in 1890 door Ortmann.